# کارل دایسرات
کارل دایسرات (انگلیسی: Karl Deisseroth؛ ۱۸ نوامبر ۱۹۷۱ – ) یک دانشمند اهل ایالات متحده آمریکا است. او استاد و متخصص مهندسی زیستی، روانپزشکی و علوم رفتاری در دانشگاه استنفورد است.